# Pašnjak
Pašnjak je zemljišna površina koja se koristi za prehranu i uzgoj stoke ispašom. Prema nadmorskoj visini može se biti planinski ili nizinski pašnjak.